# Конфедератка
Конфедера́тка, также рогаты́вка (пол. rogatywka, krakuska, ułanka, konfederatka) или ула́нка — национальный польский головной убор татарского происхождения с четырёхугольным верхом. 
Схожие головные уборы встречаются у других народов: монголов, калмыков (шапка хаджилга), саамов, народов юго-восточной Европы.

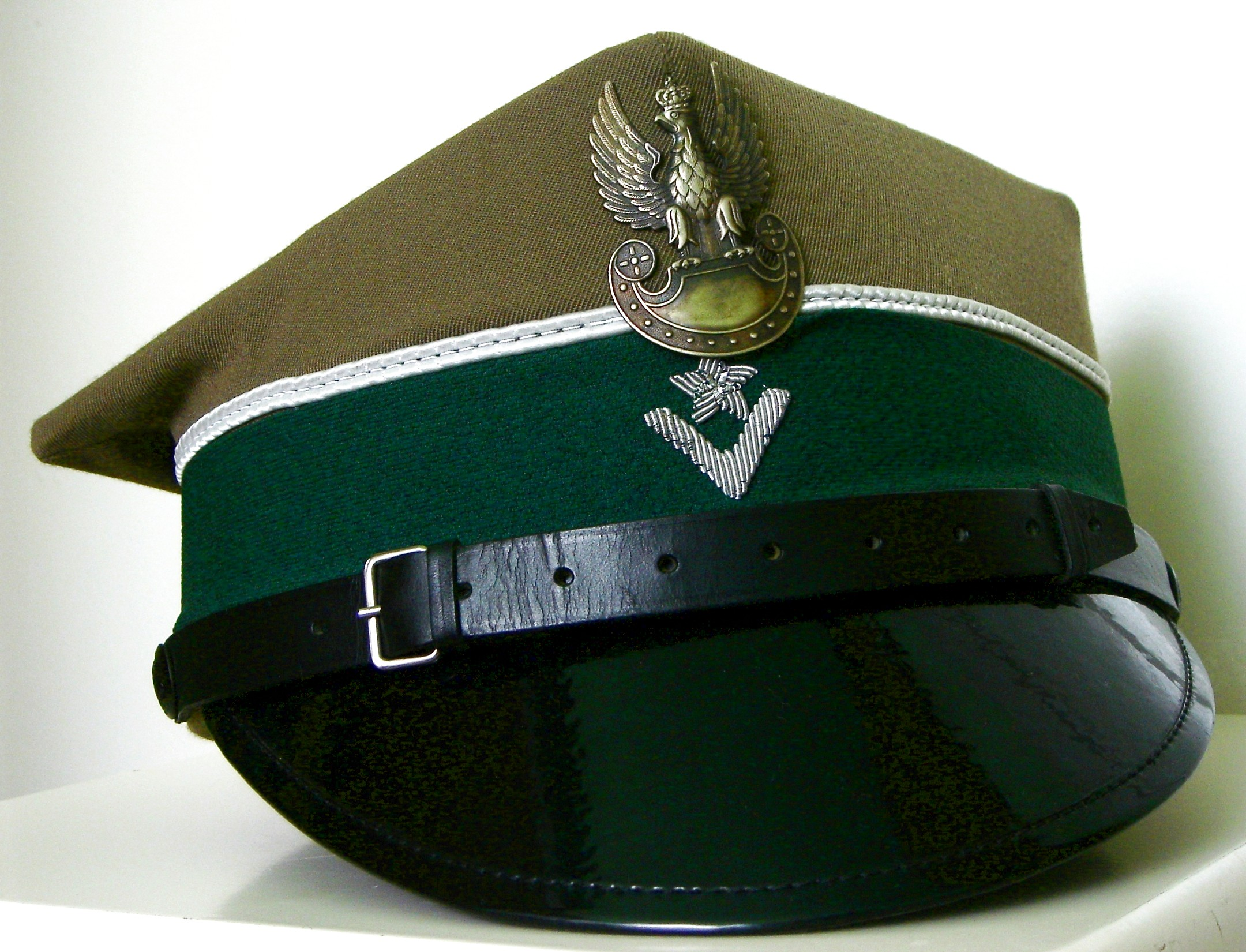
Армейская конфедератка (младший хорунжий артиллерии)

## Происхождение
Шапка с меховым околышем и суконным верхом (тульей) разной формы, в том числе квадратным, пришла в Польшу из Азии (Туркестана и Турции) в начале XVIII века и вошла в моду, вытеснив меховые шапки с прорезью сзади и спереди. Ранние формы конфедераток появились в легкой коннице в XVIII веке и были заимствованы у татарских хоругвей.

## XVIII век

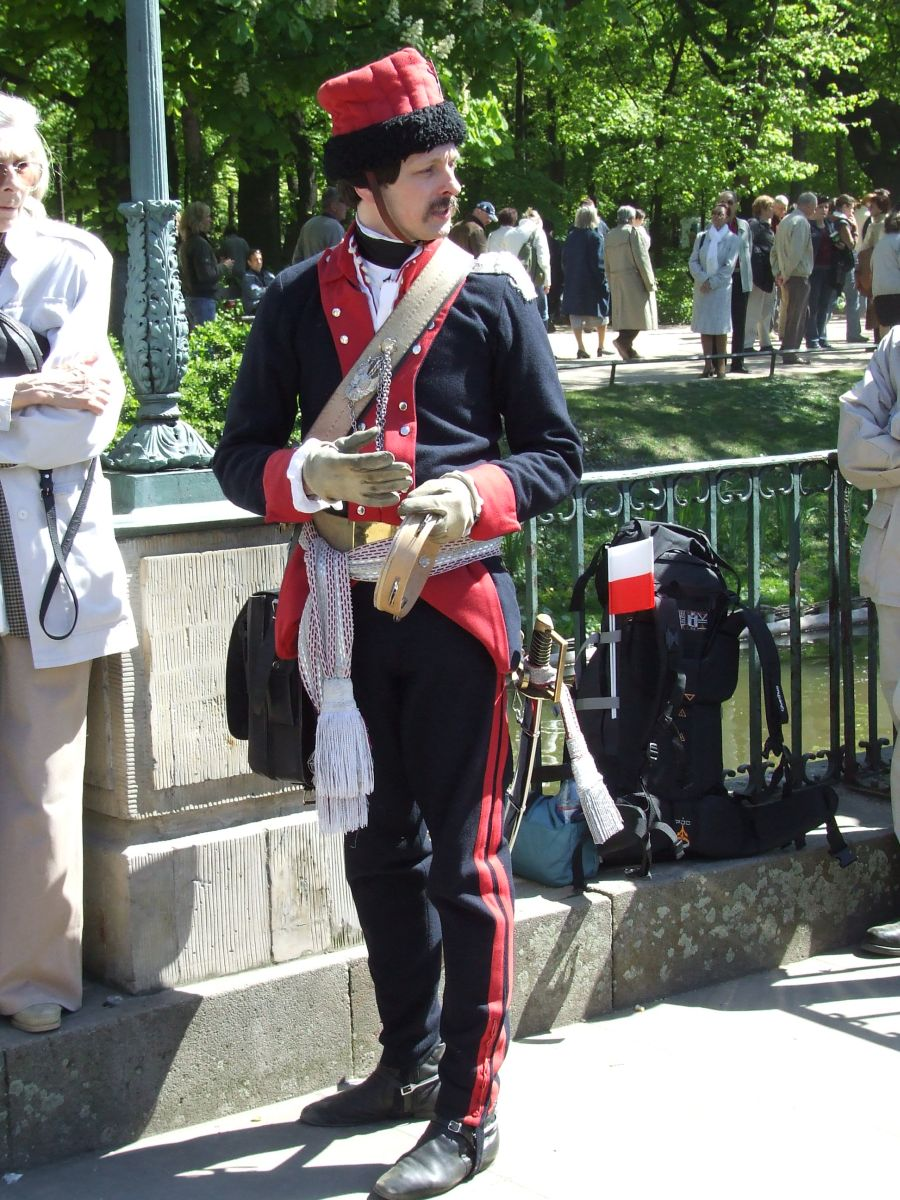
Солдат Национальной кавалерии в конфедератке

Название «конфедератка» связано с популярностью среди барских конфедератов (1768 год) ярко-красных суконных шапок без козырька с отделкой из чёрной или серой бараньей шерсти. Слева крепилась кокарда, розетка, кавалерский крест или плюмаж. Конфедератка была принята в качестве официального головного убора в Национальной кавалерии. В 1780—1790 годах у уланов возникла новая форма: высокая жесткая шапка (фуражка) с суконным околышем и козырьком.
В этот период конфедератка стала ассоциироваться с традиционным польским головным убором и в таком качестве использовалась различными формированиями периода во время восстания (бунта) Т. Костюшко: пехотой, милицией, косинерами. Высокая конфедератка с козырьком была стандартным головным убором Польских легионов в Италии.

## XIX век

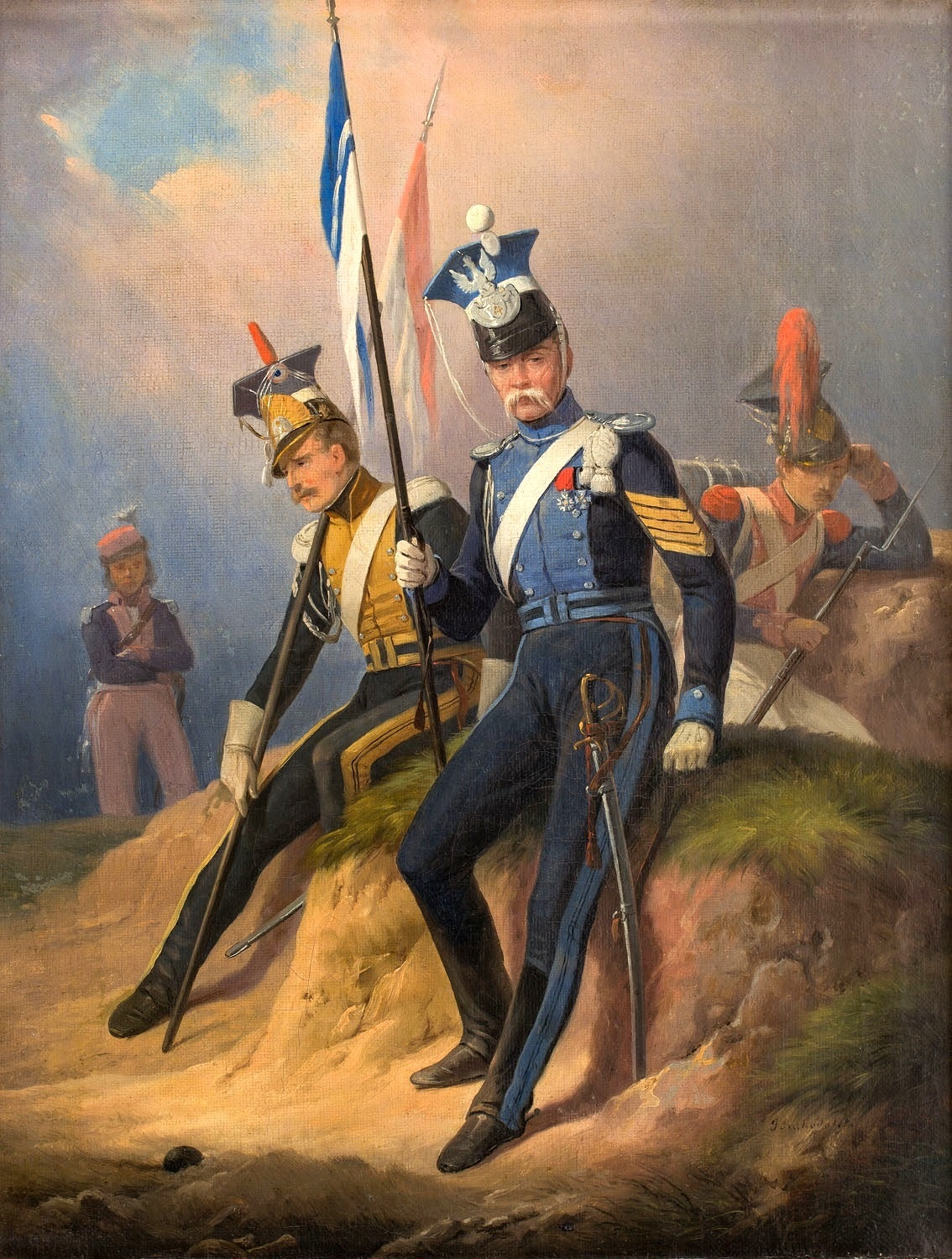
Уланы Варшавского герцогства в конфедератках

Высокая конфедератка с козырьком использовалась в ряде подразделений конницы и пехоты Варшавского герцогства и других польских формированиях эпохи Наполеоновских войн, в частности, шеволежерами Гвардии. Согласно уставу 1810 года конфедератки уланов и пехоты (вольтижёров и фузилёров) изготавливали из чёрного фетра и полотна с кожаным козырьком высотой 22,5 см и длиной боков 25 см и украшались плюмажем, оковкой, кокардами и шнурами.
После 1815 сохранились лишь у уланов Царства Польского. Использовались повстанцами во время Ноябрьского восстания 1830—1831, в том числе Национальной гвардией, а также во время других польских восстаний — краковского 1846 и Весны народов 1848, в том числе Польского легиона в Венгрии в 1848—1849 и Польского легиона в Италии в 1848, зачастую являясь единственным национальным элементом мундира. Конфедератки предусматривались для пехоты и кавалерии во время Январского восстания 1863 года.

## Первая мировая война и межвоенный период

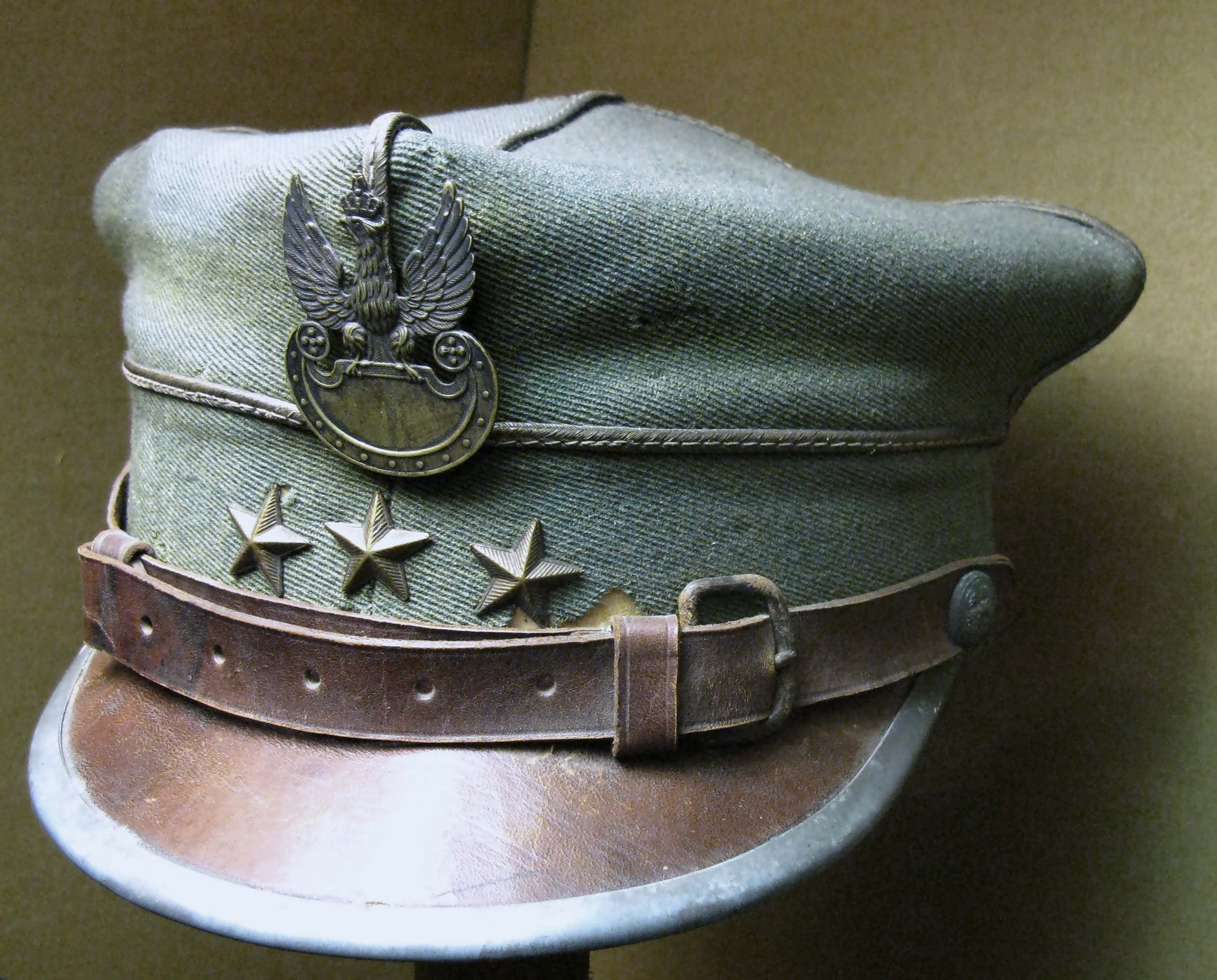
Конфедератка образца 1919

Во время Первой мировой войны использовались рядом польских соединений (II Бригада польских легионов, Армия Халлера, Великопольская армия).
После обретения Польшей независимости Комиссия по обмундированию Министерства военных дел решила 21 сентября 1919 года ввести конфедератку в качестве стандартного головного убора во всех родах войск и для всех воинских званий (рассматривалась также круглая фуражка и принятая у легионеров Пилсудского «мацеювка» — пол. maciejówka). Другие варианты головных уборов остались в трёх полках шеволежеров, пограничных войсках и военно-морском флоте.
В качестве образца была принята низкая мягкая конфедератка образца 1919 года защитного цвета (хаки) с окованным жестью козырьком из коричневой кожи, бесцветным околышем и кантом.
Во время реформы обмундирования 1935 года этот вариант был заменен гарнизонной шапкой с заломленным на правую сторону жестким квадратным верхом. Для унтер-офицеров и рядовых шапки шили из шевиота, а для старших унтер-офицеров и офицерского состава — из твила, крепа и камвольной ткани. Козырьки офицеров, хорунжих и подхорунжих были отделаны темной вороненой жестью. Офицерские конфедератки были вышиты серебряным галуном, а хорунжих — хлопковой алой лентой. Цвет околыша соответствовал роду войск. В горных соединениях носили конфедератки с орлиным пером, а в 11 Карпатской дивизии пехоты — с пучком тетеревиных перьев.
В 1937 году в дополнение к гарнизонной шапке была введена мягкая полевая конфедератка для всех видов войск, кроме авиации, флота, бронетанковых и моторизированных частей. Согласно уставу пошив для рядового состава производился из мундирного сукна, а для офицерского — из камвольной ткани. Шапка раскладывалась, позволяя закрыть уши и заднюю часть шеи. Кокарда вышивалась серой нитью на овальной суконной подкладке. Этот тип использовался польскими партизанами в период II мировой войны.
В созданном в 1943 году на территории СССР Народном Войске Польском была введена мягкая полевая конфедератка по образцу довоенной, а после освобождения Польши были возвращены довоенные жесткие гарнизонные конфедератки, которые примерно в 1950 году были заменены круглыми фуражками.
У рядового состава в 1952 году был введен «дождевой» камуфляж, а в 1969 году — камуфляж «моро». Конфедератки носили отделы Гражданской милиции и пожарной охраны. В 1990-х годах в армии вытеснены беретом.
Жесткие гарнизонные шапки по образцу 1935 года были возвращены Представительской роте Войска Польского, а в 1990 году — во всем Войске польском.

## Современность

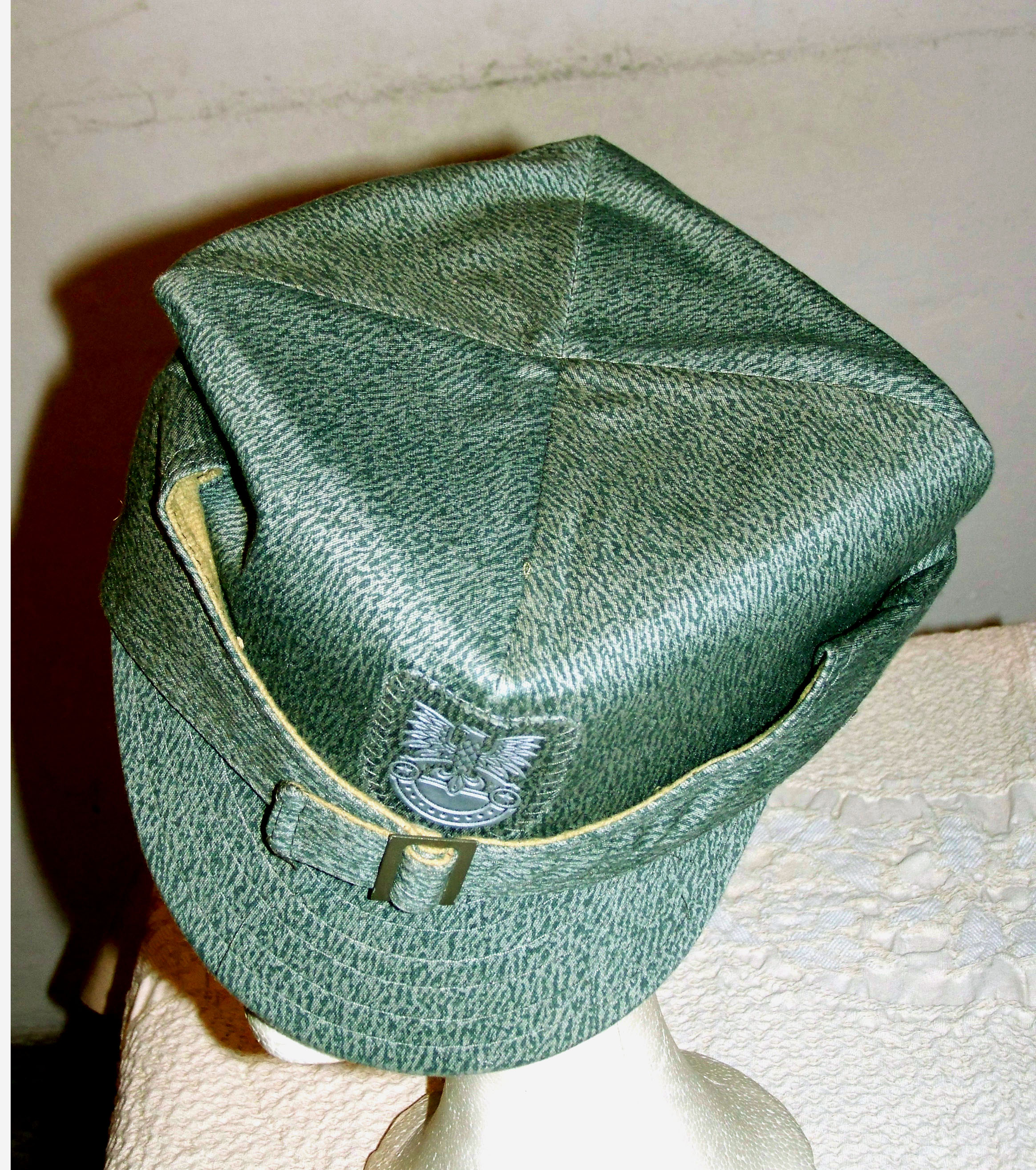
Полевая конфедератка

В настоящее время в Сухопутных войсках существует 10 видов околышей, соответствующих родам войск и службам
- темно-синий: генералы, механизированные и моторизированные части, части материального обеспечения, юридический корпус и юридическое обслуживание, Представительская рота Войска Польского
- оранжевый: части, продолжающие традиции бронетанковых и автомобильных войск, разведка.
- темно-зеленый: солдаты ракетных войск, артиллерии и ПВО
- чёрный: инженерные войска, химическая защита, техническое обеспечение, картография и геодезия, слушатели и выпускники Военной технической академии.
- васильковый: командные части, войска связи и радиотехнические службы, радиоэлектронная разведка и борьба
- вишневый: медицинская служба, врачи и персонал военных госпиталей и санаториев
- алый: военная жандармерия
- фиолетовый: военные капелланы
- жёлтый: штаб 1 Варшавской механизированной дивизии и 1 Варшавской бронетанковой бригады.
- малиновый — Эскадрон кавалерии Войска польского

Офицеры и генералы носят конфедератки с перекрещивающимся серебряным галуном сверху. Хорунжие и младший офицерский состав имеют один серебряный галун выше околыша, старшие офицеры — два галуна, генералы — вышивку в виде «генеральской змейки» на околыше. На козырьке младших офицеров имеется один, а у старших офицеров и генералов — два серебряных галуна.
Лица, проходящие службу в Военной жандармерии, десантно-штурмовых и специальных частях, а также воздушной кавалерии Командования специальных войск, охраны побережья, 11 Дивизии бронетанковой кавалерии и GROM, с парадным мундиром носят берет.

### Гражданские службы
Мягкая конфедератка с лилией принята у польских харцеров.
Жёсткую конфедератку, аналогичную военной, носят железнодорожники, пожарная охрана, городская жандармерия, ветераны.